# 연동 (목포시)
연동(蓮洞)은 전라남도 목포시의 행정 구역이다.

## 개요
본래 목포부 부내면의 지역으로서 산정이 있었으므로 산정이라 하였는데 1914년 행정구역 폐합에 따라 용당리 관해동의 각 일부와 이로면의 연치동, 백년동을 병합하여 산정리라 해서 무안군 이로면에 편입되었다가 1932년 일부지역이 목포부(시)에 편입되어 연산동이 되고, 1963년 1월 1일 동명변경에 의하여 나머지 전역이 목포시에 편입되는 동시에 산정1동, 산정2동, 산정3동으로 분동되었다. 산정1동은 연동지역임.

## 연혁
- 1963년 1월 1일 동제 실시에 따라 산정동 일부를 산정1동으로 분동[1]
- 1970년 7월 1일 동제변경에 따라 산정1동 일부를 연동으로 분동
- 1997년 1월 1일 행정동 분합에 따라 산정1동과 연동 통합으로 산정1동으로 함
- 2006년 8월 7일 행정동 분합에 따라 산정1동을 연동으로 함